# Jimmy Dickinson
James William Dickinson MBE (25 d'abril de 1925 - 8 de novembre de 1982) fou un futbolista anglès de la dècada de 1950.
Fou internacional amb la selecció d'Anglaterra amb la qual participà en la Copa del Món de futbol de 1950 i a la Copa del Món de futbol de 1954.
Passà tota la seva carrera al Portsmouth FC i a data de 2018, manté el rècord de partits de lliga jugats al club (770). Posteriorment fou entrenador del club.

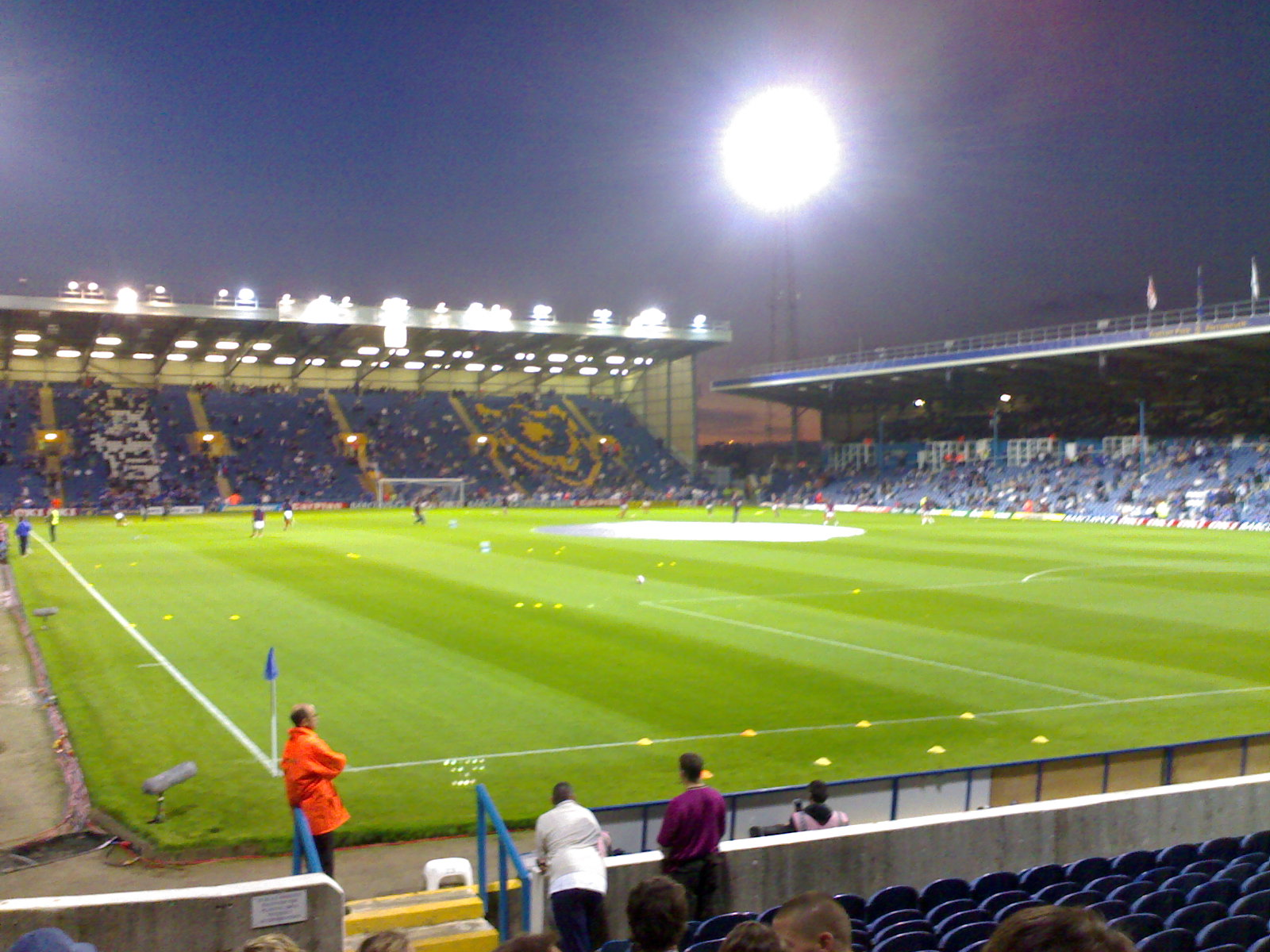
Estadi Fratton Park amb la imatge de Dickinson.